# Liste des châteaux du Rhône
La liste des châteaux du Rhône recense de manière non exhaustive les mottes castrales ou château de terre, les châteaux, château fort ou château de plaisance, les châteaux viticoles, les maisons fortes, les manoirs, situés dans le département français du Rhône (69). Il est fait état des inscriptions et classements au titre des monuments historiques. Voir également la liste des châteaux de la métropole de Lyon pour les châteaux situés sur ce territoire.

## Liste
| Icône            | Signification    | Abréviations             | Abréviations                  | Abréviations             | Abréviations           |
| ---------------- | ---------------- | ------------------------ | ----------------------------- | ------------------------ | ---------------------- |
| Château fort     | Château fort     | = Bastide                | = Ferme fortifiée             | = Maison forte           | = (Néo-)Palladianisme  |
| Renaissance      | Renaissance      | = Château gascon         | = Folie (montpelliéraine)     | = Manoir, Gentilhommière | = Résidence épiscopale |
| Domaine viticole | Domaine viticole | = Classicisme, classique | = Forteresse, fort(ification) | = Maison (noble)         | = Style Beaux-Arts     |
| Palais           | Palais           | = Commanderie            | = Gothique (flamboyant)       | = Néo-baroque            | = Style Second Empire  |
| Ruine ou disparu | Ruine, disparu   | = Château pinardier      | = Hôtel particulier           | = Néo-classique          | = Style italianisant   |
|                  |                  | = Demeure seigneuriale   | ... = Style Louis XII...XVI   | = Néo-gothique           | = Style troubadour     |
|                  |                  | = Éclectisme             | = Logis (seigneurial)         | = Néo-Renaissance        | = Villa (de Nice)      |
| Baroque, rococo  | Baroque, rococo  | = Édifice religieux      | = Motte castrale/féodale      | = Pavillon de chasse     | = Styles du XXe siècle |

| Type                                                         | Château                            | Commune                             | Protection                                                          | Notes                                                                   | Coordonnées                 | Illustration |
| ------------------------------------------------------------ | ---------------------------------- | ----------------------------------- | ------------------------------------------------------------------- | ----------------------------------------------------------------------- | --------------------------- | ------------ |
| Maison forte · Renaissance                                   | Château d'Ampuis                   | Ampuis                              | Inscrit MH (1996) · Notice no PA69000001                            | XVe et XVIIe siècles XVIIIe et XXe siècles jardin à l'anglaise          | 45° 29′ 09″ N, 4° 48′ 48″ E |              |
|                                                              | Château de l'Arbresle              | L'Arbresle                          |                                                                     | Très remanié                                                            | 45° 50′ 11″ N, 4° 37′ 09″ E |              |
|                                                              | Château des Ardillats              | Les Ardillats                       |                                                                     |                                                                         | 46° 10′ 49″ N, 4° 33′ 22″ E |              |
| Château fort                                                 | Château d'Arginy                   | Charentay                           | Inscrit MH (1974) · Notice no PA00117732                            | XIIe siècle, XVe et XVIe siècles                                        | 46° 04′ 59″ N, 4° 41′ 22″ E |              |
| Château fort · Classicisme, classique                        | Château d'Avauges                  | Saint-Romain-de-Popey               | Inscrit MH (1981, 2010) · Notice no PA00118056                      | XIVe et XVIe siècles XVIIe et XVIIIe siècles, le château fort a disparu | 45° 52′ 13″ N, 4° 31′ 41″ E |              |
| Château fort · Renaissance · Style Louis XV                  | Château de Bagnols                 | Bagnols                             | Classé MH (2014) · Notice no PA00117732                             | XIIIe et XVe siècles XVIe et XVIIe siècles                              | 45° 55′ 00″ N, 4° 36′ 31″ E |              |
|                                                              | Château de la Barge                | Grézieu-la-Varenne                  | Inscrit MH (1926) · Notice no PA00117766                            | XVIe siècle                                                             | 45° 44′ 46″ N, 4° 41′ 30″ E |              |
| Classicisme, classique                                       | Château des Bassieux               | Anse                                |                                                                     | XVIIe et XIXe siècles                                                   | 45° 55′ 59″ N, 4° 42′ 12″ E |              |
| Château fort · Renaissance                                   | Château de la Bâtie                | Saint-Martin-en-Haut                |                                                                     | Moyen Âge XVIe et XVIIIe siècles                                        | 45° 39′ 19″ N, 4° 34′ 55″ E |              |
| Ruine ou disparu                                             | Château de Beaujeu                 | Beaujeu                             |                                                                     | Xe siècle détruit en 1611                                               | 46° 09′ 20″ N, 4° 34′ 52″ E |              |
|                                                              | Château de Berne                   | Blacé                               |                                                                     |                                                                         | 46° 02′ 13″ N, 4° 39′ 14″ E |              |
| Néo-classique · Style Second Empire                          | Château de Bionnay                 | Lacenas                             | Jardin remarquable                                                  | XVIIIe et XIXe siècles                                                  | 45° 59′ 23″ N, 4° 37′ 24″ E |              |
|                                                              | Château du Bost                    | Blacé                               |                                                                     |                                                                         | 46° 01′ 50″ N, 4° 38′ 42″ E |              |
|                                                              | Château de Buffavent               | Denicé                              |                                                                     |                                                                         | 46° 00′ 48″ N, 4° 38′ 41″ E |              |
| Néo-classique · Néo-gothique                                 | Château de Bussy                   | Saint-Julien                        |                                                                     | XVIIIe et XIXe siècles                                                  | 46° 01′ 27″ N, 4° 39′ 52″ E |              |
| Manoir, gentilhommière                                       | Château des Carbonnières           | Lacenas                             |                                                                     | XIXe siècle                                                             | 45° 59′ 13″ N, 4° 38′ 52″ E |              |
| Pavillon de chasse                                           | Château de La Carelle              | Ouroux                              |                                                                     | Moyen Âge XVIe et XVIIIe siècles                                        | 46° 13′ 44″ N, 4° 33′ 21″ E |              |
| Classicisme, classique                                       | Château des Cartières              | Chaponost                           |                                                                     | XVIIe et XIXe siècles                                                   | 45° 41′ 53″ N, 4° 45′ 20″ E |              |
| Classicisme, classique                                       | Château de la Chaize               | Odenas                              | Classé MH (1972) · Inscrit MH (2020) · Notice no PA00118008         | XVIIe siècle                                                            | 46° 05′ 23″ N, 4° 38′ 00″ E |              |
| Château fort · Ruine ou disparu                              | Château de Chamelet                | Chamelet                            |                                                                     | XIIIe siècle                                                            | 45° 58′ 59″ N, 4° 30′ 37″ E |              |
|                                                              | Château de Champrenard             | Blacé                               |                                                                     | XVe siècle XVIIIe et XIXe siècles (remaniements)                        | 45° 46′ 43″ N, 4° 33′ 55″ E |              |
| Château fort · Ruine ou disparu                              | Château des Chances                | Les Haies                           |                                                                     | Moyen Âge                                                               | 45° 30′ 59″ N, 4° 42′ 55″ E |              |
| Château fort · Maison forte                                  | Château de Charnay                 | Charnay                             |                                                                     | Moyen Âge XIXe siècle Mairie de Charnay                                 | 45° 53′ 28″ N, 4° 40′ 07″ E |              |
| Renaissance                                                  | Château de Chassagny               | Beauvallon (Chassagny)              | Inscrit MH (1984) · Notice no PA00117738                            | XVe et XVIe siècles                                                     | 45° 36′ 17″ N, 4° 44′ 11″ E |              |
| Château fort · Ruine ou disparu                              | Château de Châtillon               | Châtillon (Châtillon-d'Azergues)    | Classé MH (1862, 1937) · Notice no PA00117740                       | XIIe et XIIIe siècles XVe siècle                                        | 45° 52′ 44″ N, 4° 38′ 42″ E |              |
| Château fort · Forteresse, fort(ification)                   | Château de Chazay                  | Chazay-d'Azergues                   | Classé MH (1923) · Inscrit MH (1926, 1938) · Notice no PA00117741   | XVe et XVIe siècles                                                     | 45° 52′ 29″ N, 4° 42′ 51″ E |              |
|                                                              | Château de Chénelette              | Chénelette                          |                                                                     |                                                                         | 46° 10′ 30″ N, 4° 30′ 02″ E |              |
| Château fort · Néo-gothique                                  | Château de Chessy                  | Chessy                              | Inscrit MH (2004) · Notice no PA69000021                            | XIIIe et XVe siècles XIXe siècle                                        | 45° 53′ 16″ N, 4° 37′ 30″ E |              |
|                                                              | [[Château de Chiel]]               | Lucenay                             |                                                                     |                                                                         |                             |              |
|                                                              | Château de Colombier               | Saint-Julien                        |                                                                     |                                                                         | 46° 01′ 14″ N, 4° 39′ 42″ E |              |
|                                                              | Château de la Combe                | Poule-les-Écharmeaux                |                                                                     |                                                                         |                             |              |
| Château fort · Ruine ou disparu                              | Château de Condrieu                | Condrieu                            |                                                                     | XIIe siècle                                                             | 45° 27′ 57″ N, 4° 45′ 56″ E |              |
| Maison forte                                                 | Château de Corcelles-en-Beaujolais | Corcelles-en-Beaujolais             | Inscrit MH (1927) · Notice no PA00117751                            | XIe siècle XVe et XVIe siècles                                          | 46° 09′ 45″ N, 4° 42′ 57″ E |              |
| Château fort                                                 | Château de Courbeville             | Chessy                              | Inscrit MH (1926) · Notice no PA00117744                            | XIIIe siècle                                                            | 45° 53′ 15″ N, 4° 37′ 31″ E |              |
| Baroque, rococo                                              | Château de Cruix                   | Theizé                              |                                                                     |                                                                         | 45° 57′ 12″ N, 4° 37′ 19″ E |              |
| Château fort · Résidence épiscopale · Classicisme, classique | Château de Cruzol                  | Lentilly                            | Inscrit MH (1926) · Notice no PA00117776                            | XIIe et XIIIe siècles XVIe et XVIIe siècles                             | 45° 49′ 51″ N, 4° 40′ 20″ E |              |
|                                                              | Château de Dommartin               | Dommartin                           |                                                                     |                                                                         | 45° 50′ 23″ N, 4° 43′ 45″ E |              |
|                                                              | Château de l'Éclair                | Liergues                            |                                                                     | XIXe siècle                                                             | 45° 58′ 31″ N, 4° 39′ 45″ E |              |
| Maison forte                                                 | Maison forte d'Épeisses            | Vourles                             |                                                                     | XVIe siècle                                                             | 45° 38′ 46″ N, 4° 45′ 26″ E |              |
|                                                              | Château d'Espagne                  | Saint-Julien                        |                                                                     |                                                                         | 46° 01′ 06″ N, 4° 37′ 43″ E |              |
|                                                              | Château de Fenoyl                  | Sainte-Foy-l'Argentière             |                                                                     |                                                                         | 45° 42′ 31″ N, 4° 28′ 17″ E |              |
|                                                              | Château de la Flachère             | Saint-Vérand                        | Classé MH (1981) · Inscrit MH (2014) · Notice no PA00118062         | XIXe siècle                                                             | 45° 54′ 44″ N, 4° 33′ 05″ E |              |
|                                                              | Château de la Fontaine             | Anse                                | Classé MH (1912) · Notice no PA00117710                             | XVIe et XVIIe siècles                                                   | 45° 57′ 01″ N, 4° 42′ 46″ E |              |
|                                                              | Château de Fougères                | Poule-les-Écharmeaux                |                                                                     |                                                                         |                             |              |
|                                                              | Château de La Gallée               | Millery                             | Inscrit MH (1926) · Notice no PA00117996                            | XVe siècle                                                              | 45° 37′ 45″ N, 4° 47′ 23″ E |              |
| Ruine ou disparu                                             | Château de Ganelon                 | Chénelette                          |                                                                     | Détruit au IXe siècle                                                   | 46° 09′ 36″ N, 4° 30′ 19″ E |              |
| Maison forte                                                 | Maison forte des Grand'Maisons     | Cogny                               |                                                                     | XVe siècle                                                              | 45° 59′ 02″ N, 4° 37′ 33″ E |              |
|                                                              | Château de l'Hestrange             | Blacé                               |                                                                     |                                                                         | 46° 02′ 01″ N, 4° 36′ 42″ E |              |
| Maison forte                                                 | Maison forte de l'Izérable         | Morancé                             |                                                                     | XIIIe siècle                                                            | 45° 53′ 50″ N, 4° 43′ 09″ E |              |
|                                                              | Château de Janzé                   | Marcilly-d'Azergues                 |                                                                     | XIIe et XVIIIe siècles                                                  | 45° 51′ 47″ N, 4° 43′ 57″ E |              |
|                                                              | Château de Jarnioux                | Jarnioux                            | Inscrit MH (1966) · Notice no PA00117770                            | Fin XIIIe siècle ou début XIVe siècle                                   | 45° 57′ 51″ N, 4° 37′ 36″ E |              |
|                                                              | Château du Jonchay                 | Anse                                |                                                                     | XVIIe siècle                                                            | 45° 55′ 56″ N, 4° 42′ 44″ E |              |
|                                                              | Château du Jonchy                  | Saint-Julien                        |                                                                     |                                                                         | 46° 01′ 12″ N, 4° 38′ 16″ E |              |
|                                                              | Château de Joux                    | Joux                                |                                                                     |                                                                         |                             |              |
| Néo-classique                                                | Château de Laye                    | Saint-Georges-de-Reneins            | Inscrit MH (1974, 1996) · Notice no PA00118038 · Jardin remarquable | XVIIIe et XIXe siècles                                                  | 46° 02′ 24″ N, 4° 41′ 33″ E |              |
| Classicisme, classique                                       | Château de Longsard                | Arnas                               | Inscrit MH (2007) · Notice no PA69000035                            | XVIIe et XVIIIe siècles                                                 | 46° 02′ 02″ N, 4° 41′ 06″ E |              |
|                                                              | Château de Machy                   | Chasselay                           |                                                                     | XVIIe siècle                                                            | 45° 51′ 43″ N, 4° 45′ 33″ E |              |
|                                                              | Château de Magny                   | Cublize                             |                                                                     |                                                                         | 46° 02′ 19″ N, 4° 23′ 47″ E |              |
|                                                              | Château de Malval                  | Denicé                              |                                                                     | Construit entre 1866 et 1868                                            | 46° 00′ 20″ N, 4° 38′ 34″ E |              |
|                                                              | Château de Marzé                   | Alix                                |                                                                     |                                                                         | 45° 54′ 56″ N, 4° 39′ 07″ E |              |
| Maison forte                                                 | Château du Mas                     | Bessenay                            |                                                                     | XVe siècle                                                              | 45° 46′ 43″ N, 4° 33′ 55″ E |              |
| Renaissance                                                  | Château de Montauzan               | Lacenas                             |                                                                     | XVIe et XVIIIe siècles                                                  | 45° 59′ 35″ N, 4° 39′ 08″ E |              |
|                                                              | Château de Montlys                 | Saint-Cyr-sur-le-Rhône              |                                                                     | XVIe siècle                                                             |                             |              |
|                                                              | Château de Montmelas               | Montmelas-Saint-Sorlin              | Inscrit MH (2000) · Notice no PA69000007                            | XIIe et XIXe siècles                                                    | 46° 00′ 41″ N, 4° 37′ 18″ E |              |
|                                                              | Château Morel                      | Blacé                               |                                                                     |                                                                         | 46° 01′ 59″ N, 4° 36′ 44″ E |              |
|                                                              | Donjon d'Oingt                     | Oingt                               |                                                                     |                                                                         |                             |              |
|                                                              | Château de la Pierre               | Régnié-Durette                      |                                                                     |                                                                         | 46° 07′ 44″ N, 4° 38′ 16″ E |              |
| Maison forte                                                 | Maison forte du Pin                | Morancé                             | Inscrit MH (1994) · Notice no PA00132953                            | XIIIe siècle                                                            | 45° 53′ 37″ N, 4° 41′ 26″ E |              |
|                                                              | Château de Pizay                   | Saint-Jean-d'Ardières               | Inscrit MH (1972) · Notice no PA00118043                            | XIVe et XVIIe siècles                                                   | 46° 08′ 17″ N, 4° 42′ 02″ E |              |
|                                                              | Château du Plantin                 | Chasselay                           |                                                                     |                                                                         | 45° 52′ 11″ N, 4° 46′ 21″ E |              |
|                                                              | Château de Pluvy                   | Saint-Symphorien-sur-Coise          |                                                                     |                                                                         | 45° 38′ 13″ N, 4° 26′ 48″ E |              |
|                                                              | Château de Ponchon                 | Régnié-Durette                      |                                                                     |                                                                         | 46° 07′ 55″ N, 4° 39′ 53″ E |              |
| Château fort · Ruine ou disparu                              | Château de Pouilly-le-Châtel       | Denicé                              |                                                                     | détruit avant 1651                                                      |                             |              |
|                                                              | Château de Pramenoux               | Saint-Nizier-d'Azergues             |                                                                     | XIVe siècle XVIIe et XIXe siècles (remaniements)                        | 46° 03′ 33″ N, 4° 28′ 26″ E |              |
| Maison forte                                                 | Maison forte de Pravieux           | Chaponost                           |                                                                     |                                                                         | 45° 42′ 39″ N, 4° 45′ 48″ E |              |
|                                                              | Château de Pravins                 | Blacé                               |                                                                     |                                                                         | 46° 02′ 05″ N, 4° 39′ 22″ E |              |
| Ruine ou disparu                                             | Château de Pusignan                | Pusignan                            |                                                                     | XIIe siècle                                                             | 45° 45′ 11″ N, 5° 03′ 40″ E |              |
|                                                              | Château de Rajat                   | Saint-Pierre-de-Chandieu            |                                                                     | XIXe siècle                                                             | 45° 38′ 19″ N, 5° 02′ 09″ E |              |
|                                                              | Château de Rapetour                | Theizé                              | Classé MH (1989) · Notice no PA00118078                             | XIIIe siècle                                                            | 45° 56′ 17″ N, 4° 36′ 31″ E |              |
|                                                              | Château des Ravatys                | Saint-Lager                         |                                                                     |                                                                         | 46° 06′ 56″ N, 4° 40′ 25″ E |              |
|                                                              | Château de la Rigodière            | Saint-Julien                        |                                                                     |                                                                         | 46° 01′ 34″ N, 4° 39′ 15″ E |              |
|                                                              | Château de la Roche                | Jullié                              |                                                                     |                                                                         | 46° 14′ 36″ N, 4° 40′ 12″ E |              |
|                                                              | Château de Rochebonne              | Theizé                              | Inscrit MH (1984) · Notice no PA00118079                            | XVIe et XVIIIe siècles                                                  | 45° 56′ 26″ N, 4° 37′ 03″ E |              |
|                                                              | Château de Ronno                   | Ronno                               |                                                                     |                                                                         | 45° 59′ 08″ N, 4° 23′ 08″ E |              |
|                                                              | Château de La Ronze                | Poule-les-Écharmeaux                |                                                                     |                                                                         |                             |              |
|                                                              | Château du Rozay                   | Condrieu                            |                                                                     | XVe siècle                                                              | 45° 28′ 36″ N, 4° 45′ 23″ E |              |
|                                                              | Château de Sain-Bel                | Sain-Bel                            | Inscrit MH (2001) · Notice no PA69000013                            | XIIIe et XIVe siècles                                                   | 45° 48′ 43″ N, 4° 35′ 56″ E |              |
|                                                              | Château de Saint-Bonnet            | Chevinay Courzieu                   |                                                                     |                                                                         | 45° 45′ 24″ N, 4° 37′ 04″ E |              |
|                                                              | Château de Saint-Lager             | Saint-Lager                         |                                                                     |                                                                         | 46° 06′ 45″ N, 4° 40′ 25″ E |              |
|                                                              | Château de Saint-Trys              | Anse                                | Classé MH (1975) · Notice no PA00117709                             | XVIIe et XVIIIe siècles                                                 | 45° 57′ 12″ N, 4° 42′ 12″ E |              |
|                                                              | Château de Savigny                 | Blacé                               |                                                                     |                                                                         |                             |              |
|                                                              | Château de Sermezy                 | Charentay                           | Inscrit MH (1988) · Notice no PA00117733                            |                                                                         | 46° 04′ 51″ N, 4° 40′ 48″ E |              |
| Maison forte                                                 | Château du Sou                     | Lacenas                             | Classé MH (1933) · Notice no PA00117773                             | XIVe et XIXe siècles                                                    | 45° 58′ 53″ N, 4° 38′ 21″ E |              |
| Ruine ou disparu                                             | Château de Ternand                 | Ternand                             |                                                                     | XIIIe siècle XIIIe et XVIe siècles détruit en 1562                      | 45° 56′ 40″ N, 4° 31′ 46″ E |              |
|                                                              | Château du Grand Talancé           | Denicé                              |                                                                     |                                                                         |                             |              |
|                                                              | Château du Petit Talancé           | Denicé                              |                                                                     |                                                                         |                             |              |
|                                                              | Château de Thizy                   | Thizy                               |                                                                     |                                                                         |                             |              |
|                                                              | Château des Tours                  | Anse                                | Classé MH (1987) · Notice no PA00117708                             | XIIIe siècle                                                            | 45° 56′ 03″ N, 4° 43′ 09″ E |              |
|                                                              | Château de Vallières               | Saint-Georges-de-Reneins            |                                                                     |                                                                         | 46° 03′ 53″ N, 4° 43′ 35″ E |              |
|                                                              | Tour des Valois                    | Sainte-Colombe-lès-Vienne           | Classé MH (1919) · Notice no PA00118027                             | XIVe siècle                                                             | 45° 31′ 35″ N, 4° 52′ 11″ E |              |
|                                                              | Château de la Valsonnière          | Saint-Genis-l'Argentière            |                                                                     |                                                                         | 45° 42′ 29″ N, 4° 29′ 23″ E |              |
|                                                              | Château de la Valsonnière          | Saint-Just-d'Avray                  |                                                                     |                                                                         | 46° 00′ 03″ N, 4° 27′ 02″ E |              |
|                                                              | Château de Varax                   | Marcilly-d'Azergues                 |                                                                     |                                                                         | 45° 52′ 04″ N, 4° 43′ 32″ E |              |
|                                                              | Château de la Vènerie              | Denicé                              |                                                                     |                                                                         | 46° 00′ 03″ N, 4° 40′ 18″ E |              |
|                                                              | Château de Vernaux                 | Lucenay                             |                                                                     | 1759                                                                    |                             |              |
| Maison forte                                                 | Maison forte de Vourles            | Vourles                             | Classé MH (2004) · Inscrit MH (2004) · Notice no PA69000015         | Du XIIIe siècle au XVIIe siècle                                         | 45° 39′ 41″ N, 4° 46′ 51″ E |              |
|                                                              | Château de la Pape                 | Crépieux-la-Pape (Rillieux-la-Pape) |                                                                     | Occupé par le lycée professionnel Georges-Lamarque                      | 45° 48′ 08″ N, 4° 53′ 06″ E |              |